# جيمس إليسون (لاعب كرة قدم)
جيمس إليسون (بالإنجليزية: James Ellison)‏ (4 فبراير 1906 بمانشستر في المملكة المتحدة - 1 يناير 1986 بمانشستر في المملكة المتحدة) هو لاعب كرة قدم بريطاني (وحمل سابقاً جنسية المملكة المتحدة لبريطانيا العظمى وأيرلندا) في مركز الدفاع. لعب مع نادي ترانمير روفرز لكرة القدم ونادي روتشديل ونادي ريل ونادي ساوثهامبتون ونادي كوناهس كواي وRotherham County F.C. ‏.

## وصلات خارجية
- جيمس إليسون (لاعب كرة قدم) على موقع قاعدة بيانات كرة القدم.إي يو (الإنجليزية)